# Lev Tsjorny
Lev Tsjorny  (Russisch: Лев Чёрный, "Lev de Zwarte"), pseudoniem van Pavel Dmitrievitsj Toertsjaninov (Russisch: Павел Дмитриевич Турчанинов) (Moskou, 1878 – aldaar, 27 september 1921) was een Russisch anarchistisch theoreticus, activist en dichter.

## Leven
Tsjorny werd geboren als zoon van een tsaristisch legerofficier. Na de  Russische Revolutie van 1905 sloot hij zich aan bij anarchistische kringen. Hij werd sterk beïnvloed door individueel-anarchisten als Max Stirner en Benjamin Tucker, maar bijvoorbeeld ook door Friedrich Nietzsche. Het anarchocommunisme van Peter Kropotkin wees hij af. Na de publicatie van zijn ideeën in zijn boek Associationeel anarchisme werd hij in 1907 naar Siberië verbannen. 
Na de februarirevolutie (1917) keerde Tsjorny terug naar Moskou en werd daar secretaris van de Moskouse Federatie van Anarchisten. In maart 1918 sprak hij zich, niettegenstaande zijn vriendschap met vooraanstaande bolsjewistische leiders zoals Lev Kamenev, in een verordening uit tegen de nieuwe communistische regering. Hij bepleitte met name een decentrale organisatie van productie en sprak zich nadrukkelijk uit tegen elke vorm van machtspolitiek. In publicaties verweet hij de nieuwe machthebbers tirannie.
Toen de bolsjewieken begin 1918 de Federatie van Anarchisten het zwijgen oplegden, organiseerde Tsjorny onder de naam Zwarte Garde een aantal bewapende arbeidersmilities. Nog voor deze goed en wel tot actie konden komen, in de nacht van 11 april, vielen eenheden van de Tsjeka vervolgens het hoofdgebouw van de Federatie en andere anarchistische centra binnen, welke bewaakt werden door de Zwarte Garde. Er volgden felle gevechten waarbij uiteindelijk 40 anarchisten werden gedood en 500 werden gevangengenomen.
Tsjorny echter ontsprong de dans en vormde een nieuwe ondergrondse anarchistische groep die op 25 september 1919 een bomaanslag pleegde op het hoofdkwartier van de Communistische Partij van de Sovjet-Unie, tijdens een plenaire vergadering. Daarbij werden 12 communisten gedood en 50 gewond, waaronder Nikolaj Boecharin. Hoewel Lev Tsjorny zelf niet actief aan de aanslag had deelgenomen werd hij direct na de aanslag gevangengenomen en vrijwel direct geëxecuteerd, zonder enige vorm van proces.